# Liste der denkmalgeschützten Objekte in Hoheneich
Die Liste der denkmalgeschützten Objekte in Hoheneich enthält die 9 denkmalgeschützten, unbeweglichen Objekte der Gemeinde Hoheneich.

## Denkmäler
| Foto |                 | Denkmal                                                                                             | Standort                                                      | Beschreibung | Metadaten |
| ---- | --------------- | --------------------------------------------------------------------------------------------------- | ------------------------------------------------------------- | --- | --- |
| ja   | Datei hochladen | Mausoleum HERIS-ID: 29474 Objekt-ID: 26119                                                          | Friedhofstraße 367 Standort KG: Hoheneich                     | Das Mausoleum für Probst Ignaz Stidl wurde 1909 nach Plänen des Architekten Hans Prutscher erbaut. | BDA-Hist.: Q37926948 Status: § 2a Stand der BDA-Liste: 2025-06-30 Name: Mausoleum GstNr.: 1700 Mausoleum Stidl, Hoheneich                                                                  |
| ja   | Datei hochladen | Feuerwehrhaus der Firma Backhausen HERIS-ID: 66774 Objekt-ID: 79682                                 | Kolonie Backhausen 143 Standort KG: Hoheneich                 | Die Firma Backhausen betreibt seit 1870 eine Textilfabrik in Hoheneich. | BDA-Hist.: Q38114430 Status: Bescheid Stand der BDA-Liste: 2025-06-30 Name: Feuerwehrhaus der Firma Backhausen GstNr.: 1574/2                                                              |
| ja   | Datei hochladen | Pfarr- und Wallfahrtskirche Unbefleckte Empfängnis, ehem. Friedhof HERIS-ID: 29466 Objekt-ID: 26111 | Marktplatz 93 Standort KG: Hoheneich                          | Das spätbarock-frühklassizistische Kirchengebäude wurde von 1776 bis 1778 durch den Baumeister Andreas Zach errichtet. Es besitzt eine klassizistische Ausstattung. | BDA-Hist.: Q21037016 Status: § 2a Stand der BDA-Liste: 2025-06-30 Name: Pfarr- und Wallfahrtskirche Unbefleckte Empfängnis, ehem. Friedhof GstNr.: 1 Pfarr- und Wallfahrtskirche Hoheneich |
| ja   | Datei hochladen | Lourdeskapelle HERIS-ID: 29467 Objekt-ID: 26112                                                     | Marktplatz 93 Standort KG: Hoheneich                          | Die 1740 erbaute barocke Kapelle war ursprünglich eine Grabeskapelle, die 1892 zur Maria-Lourdes-Kapelle umgestaltet wurde. | BDA-Hist.: Q37926906 Status: § 2a Stand der BDA-Liste: 2025-06-30 Name: Lourdeskapelle GstNr.: 1 Lourdeskapelle, Hoheneich                                                                 |
| ja   | Datei hochladen | Volksschule HERIS-ID: 29471 Objekt-ID: 26116                                                        | Schulgasse 156 Standort KG: Hoheneich                         | Das Schulgebäude besitzt eine späthistoristische Fassade aus dem Jahr 1903. | BDA-Hist.: Q37926920 Status: § 2a Stand der BDA-Liste: 2025-06-30 Name: Volksschule GstNr.: 1757/1 Volksschule Hoheneich                                                                   |
| ja   | Datei hochladen | Bildstock HERIS-ID: 29473 Objekt-ID: 26118                                                          | Standort KG: Hoheneich                                        | Der Tabernakel-Bildstock stammt aus dem 17. Jahrhundert. | BDA-Hist.: Q37926933 Status: § 2a Stand der BDA-Liste: 2025-06-30 Name: Bildstock GstNr.: 2067/3                                                                                           |
| ja   | Datei hochladen | Braunaubachbrücke HERIS-ID: 29476 Objekt-ID: 26121                                                  | Standort KG: Hoheneich                                        | Das aus Bruchstein gemauerte Bauwerk stammt aus dem 17./18. Jahrhundert. Im Herbst 2017 wurde die Brücke ohne Genehmigung des Bundesdenkmalamts zubetoniert. | BDA-Hist.: Q37926978 Status: § 2a Stand der BDA-Liste: 2025-06-30 Name: Braunaubachbrücke GstNr.: 2084/1 Braunaubachbrücke, Hoheneich                                                      |
| ja   | Datei hochladen | Ortskapelle Zum Leidenden Heiland HERIS-ID: 29477 Objekt-ID: 26122                                  | gegenüber Nondorf, Albrechtser Straße 49 Standort KG: Nondorf | Die Ortskapelle wurde 1777 erbaut. Sie besitzt einen barocken Säulenaltar. | BDA-Hist.: Q37926991 Status: § 2a Stand der BDA-Liste: 2025-06-30 Name: Ortskapelle Zum Leidenden Heiland GstNr.: 85                                                                       |
| ja   | Datei hochladen | Bildstock HERIS-ID: 29479 Objekt-ID: 26124                                                          | Standort KG: Nondorf                                          | Die Tabernakelsäule lag unbestimmte Zeit vor dem Haus Nr. 25 in Nondorf. Im Jahr 1954 wurde sie an der Straße vor dem Haus wieder aufgestellt und ein Steinmetz aus Hoheneich schuf ein neues Kreuz. Zunächst nahm man an, dass es sich um eine Säule des Kreuzweges nach Hoheneich aus dem Jahr 1725 handelt, die Tabernakelsäule dürfte jedoch älter sein – die Bearbeitung der Säule deutet darauf hin. Als sie einzusinken und umzufallen drohte, wurde sie 2001 etwa 10 Meter weiter westlich auf ein solides Fundament versetzt. | BDA-Hist.: Q37927006 Status: § 2a Stand der BDA-Liste: 2025-06-30 Name: Bildstock GstNr.: 1063                                                                                             |